# Barbora z Poděbrad
Barbora z Poděbrad či Barbora Česká byla nejstarší známou dcerou Jiřího z Kunštátu a Poděbrad, pozdějšího českého krále. O jejím životě je velmi málo zpráv a navíc pocházejí z pozdější doby.
Barbora pocházela z Jiříkova prvního manželství s Kunhutou ze Šternberka, dcerou Smila Holického ze Šternberka. Narodila se pravděpodobně kolem roku 1446, po dvou starších bratrech Bočkovi (1442–1496) a Viktorínovi (1443–1500). Po ní následoval Jindřich (1448-1498) a dvojčata Kateřina (1449–1464) a Zdeňka (1449–1510), po jejichž porodu matka zemřela. Barboru vychovávala Jiřího druhá manželka Johana z Rožmitálu, s níž získala nevlastní sourozence Hynka a Ludmilu.
Někdy mezi roky 1458–1462 (nejčastěji se uvádí rok 1460) byla provdána za Jindřicha (VIII.) z Lipé. Je pravděpodobné, že mu byla zasnoubena již dříve a že Jindřich, významný moravský šlechtic a nejvyšší maršálek, byl pro Jiřího důležitou osobou, protože pro ostatní děti hledal Jiří jako král partnery s ohledem na politická spojenectví. Manželství bylo nejspíš bezdětné, Jindřichův syn Pertold pocházel z jeho prvního manželství.
O dalších osudech Barbory po smrti Jindřicha z Lipé (snad †1473) již nejsou žádné spolehlivé informace. Některé zdroje uvádějí jako jejího druhého manžela Jana Křineckého z Ronova. Tomu by nasvědčovala jména jeho synů Jiří a Viktorín, ovšem jako jejich matka bývá označena jakási Magdalena. V některých zahraničních genealogiích je jako její manžel uváděn německý šlechtic Ulrich von Oettingen-Flochberg (s nimž měla mít syna Joachima a dvě dcery), ale protože je zde zároveň rok sňatku 1466 a zemřít podle těchto zdrojů měla 20. září 1474, je to prakticky vyloučeno.